# پلیکان پشت‌صورتی

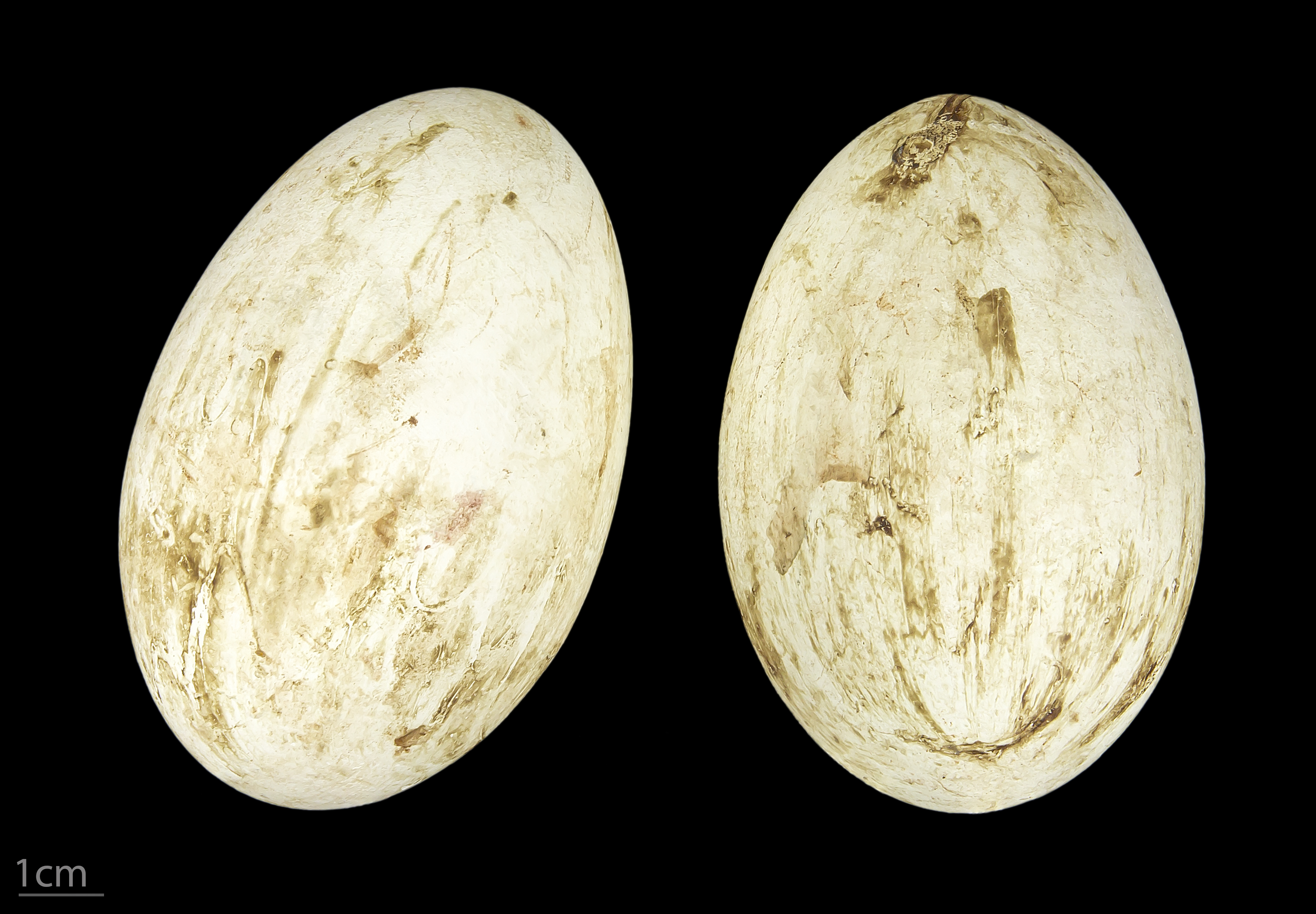
Pelecanus rufescens

مرغ سقای پشت‌صورتی (نام علمی: Pelecanus rufescens) نام یک گونه از سرده مرغ سقا است.